# عبد الله الحمد
عبد الله إبراهيم الحمد لاعب كرة قدم سعودي ، يلعب في خط الهجوم.

## مسيرة اللاعب
لعب في نادي الهدى ونادي الطرف.